# Seleção Escocesa de Futebol
A Seleção Escocesa de Futebol representa a Escócia nas competições de futebol da FIFA.

## História
Em 30 de novembro de 1872 disputou com a Inglaterra o primeiro jogo amistoso entre seleções da história. O jogo aconteceu no campo do West of Scotland Cricket Ground, em Partick, perto de Glasgow, e terminou empatado em 0 a 0. Ambas as seleções são, portanto, as mais antigas do mundo.
A Seleção já teve 8 presenças na Copa do Mundo sendo a primeira a 1954 e a última em 1998. Classificara-se para a de 1950, mas abriu mão da vaga: duas foram oferecidas às seleções britânicas, que as decidiriam pelo seu tradicional Home Championship, torneio anual entre elas existente desde 1884. Os escoceses avisaram de antemão que só iriam ao Brasil se vencessem o torneio, mas ficaram com o vice, que ainda assim lhes classificaria, mas eles mantiveram a palavra e apenas a campeã Inglaterra veio disputar a Copa. Curiosamente, a Escócia sempre foi eliminada na primeira fase em mundiais, embora tenha tido elencos respeitáveis nos anos 1970 e anos 1980. Na colocação geral, seu melhor resultado foi o 9º lugar obtido na 1974, quando tornou-se a primeira seleção eliminada na primeira fase que terminou invicta.
Disputa apenas torneios FIFA, não existindo para as competições olímpicas. Nelas, os escoceses competem juntamente com ingleses, galeses e norte-irlandeses pelo Reino Unido, Grã-Bretanha obteve (como Grã-Bretanha) as medalhas de ouro nos Jogos Olímpicos de 1900, nos Jogos Olímpicos de 1908 e nos Jogos Olímpicos de 1912, apesar de formada basicamente por amadores ingleses. Com a eleição de Londres como sede dos Jogos Olímpicos de 2012, surgiu a cogitação de que a Seleção Britânica voltasse para disputar a competição (não disputa as qualificações desde 1971). As federações de futebol da Escócia, País de Gales e Irlanda do Norte recusaram ceder seus jogadores, e decidiu-se amigavelmente que a seleção do Reino Unido competirá apenas com ingleses.
Foi campeã mundial, oficiosa, desde 24 de Março de 2007, após ter ganho à Geórgia por 2-1, num jogo a contar para o grupo B da qualificação do Europeu de 2008, durante 4 dias até ao jogo, em Bari, Itália, contra a Itália.
Participou da Liga das Nações da UEFA em sua primeira edição no biênio de 2018-19 na divisão C tendo sido a vencedora da mesma.

## Uniformes

### Uniformes atuais

#### Jogadores
- 1º - Camisa azul, calção branco e meias azuis;
- 2º - Camisa brancas, calção azul e meias brancas;
- 3º - Camisa azul marinho, calção branco e meias vermelhas.

| Cores do Time · Cores do Time · Cores do Time · Cores do Time · Cores do Time | Cores do Time · Cores do Time · Cores do Time · Cores do Time · Cores do Time | Cores do Time · Cores do Time · Cores do Time · Cores do Time · Cores do Time |

#### Goleiros
| Cores do Time · Cores do Time · Cores do Time · Cores do Time · Cores do Time | Cores do Time · Cores do Time · Cores do Time · Cores do Time · Cores do Time | Cores do Time · Cores do Time · Cores do Time · Cores do Time · Cores do Time | Cores do Time · Cores do Time · Cores do Time · Cores do Time · Cores do Time |

#### Treino
| Jogadores | C. Técnica |

### Uniformes anteriores
- 2020

| Cores do Time · Cores do Time · Cores do Time · Cores do Time · Cores do Time | Cores do Time · Cores do Time · Cores do Time · Cores do Time · Cores do Time |

- 2018

| Cores do Time · Cores do Time · Cores do Time · Cores do Time · Cores do Time | Cores do Time · Cores do Time · Cores do Time · Cores do Time · Cores do Time | Cores do Time · Cores do Time · Cores do Time · Cores do Time · Cores do Time |

- 2016

| Cores do Time · Cores do Time · Cores do Time · Cores do Time · Cores do Time | Cores do Time · Cores do Time · Cores do Time · Cores do Time · Cores do Time | Cores do Time · Cores do Time · Cores do Time · Cores do Time · Cores do Time |

- 2014

| Cores do Time · Cores do Time · Cores do Time · Cores do Time · Cores do Time | Cores do Time · Cores do Time · Cores do Time · Cores do Time · Cores do Time |

- 2012

| Cores do Time · Cores do Time · Cores do Time · Cores do Time · Cores do Time | Cores do Time · Cores do Time · Cores do Time · Cores do Time · Cores do Time |

- 2010

| Cores do Time · Cores do Time · Cores do Time · Cores do Time · Cores do Time | Cores do Time · Cores do Time · Cores do Time · Cores do Time · Cores do Time |

- 2009

| 1º Uniforme | Cores do Time · Cores do Time · Cores do Time · Cores do Time · Cores do Time |  |

- 2008

| Cores do Time · Cores do Time · Cores do Time · Cores do Time · Cores do Time | Cores do Time · Cores do Time · Cores do Time · Cores do Time · Cores do Time |  |

- 2007

| Cores do Time · Cores do Time · Cores do Time · Cores do Time · Cores do Time | Cores do Time · Cores do Time · Cores do Time · Cores do Time · Cores do Time | Cores do Time · Cores do Time · Cores do Time · Cores do Time · Cores do Time |  |

- 2006

| Cores do Time · Cores do Time · Cores do Time · Cores do Time · Cores do Time | Cores do Time · Cores do Time · Cores do Time · Cores do Time · Cores do Time |  |

## Material esportivo
| Marca   | Período       |
| ------- | ------------- |
| Umbro   | 1952–2000     |
| Fila    | 2000–2003     |
| Diadora | 2003–2009     |
| Adidas  | 2010–presente |

## Títulos
| REGIONAIS | REGIONAIS                 | REGIONAIS | REGIONAIS                                                                                           |
|           | Competição                | Títulos   | Temporadas                                                                                          |
| --------- | ------------------------- | --------- | --------------------------------------------------------------------------------------------------- |
|           | British Home Championship | 41        | 1883–84, 1884–85, 1885–86, 1886–87, 1888–89, 1893–94, 1895–96, 1896–97, 1899–1900, 1901–02, 1902–03 |

## Campanhas de destaque
- Copa do Mundo: 9º lugar - 1974
- Campeonato Mundial de Futebol Sub-17: 2º lugar - 1989

## Desempenho em competições

### Copas do Mundo
| Ano   | Fase               | Posição            | J                  | V                  | E                  | D                  | GP                 | GC                 |
| ----- | ------------------ | ------------------ | ------------------ | ------------------ | ------------------ | ------------------ | ------------------ | ------------------ |
| 1930  | Não participou     | Não participou     | Não participou     | Não participou     | Não participou     | Não participou     | Não participou     | Não participou     |
| 1934  | Não participou     | Não participou     | Não participou     | Não participou     | Não participou     | Não participou     | Não participou     | Não participou     |
| 1938  | Não participou     | Não participou     | Não participou     | Não participou     | Não participou     | Não participou     | Não participou     | Não participou     |
| 1950  | Não se classificou | Não se classificou | Não se classificou | Não se classificou | Não se classificou | Não se classificou | Não se classificou | Não se classificou |
| 1954  | Primeira fase      | 15/16              | 2                  | 0                  | 0                  | 2                  | 0                  | 8                  |
| 1958  | Primeira fase      | 14/16              | 3                  | 0                  | 1                  | 2                  | 4                  | 6                  |
| 1962  | Não participou     | Não participou     | Não participou     | Não participou     | Não participou     | Não participou     | Não participou     | Não participou     |
| 1966  | Não participou     | Não participou     | Não participou     | Não participou     | Não participou     | Não participou     | Não participou     | Não participou     |
| 1970  | Não participou     | Não participou     | Não participou     | Não participou     | Não participou     | Não participou     | Não participou     | Não participou     |
| 1974  | Primeira fase      | 9/16               | 3                  | 1                  | 2                  | 0                  | 3                  | 1                  |
| 1978  | Primeira fase      | 11/16              | 3                  | 1                  | 1                  | 1                  | 5                  | 6                  |
| 1982  | Primeira fase      | 15/24              | 3                  | 1                  | 1                  | 1                  | 8                  | 8                  |
| 1986  | Primeira fase      | 19/24              | 3                  | 0                  | 1                  | 2                  | 1                  | 3                  |
| 1990  | Primeira fase      | 19/24              | 3                  | 1                  | 0                  | 2                  | 2                  | 3                  |
| 1994  | Não se classificou | Não se classificou | Não se classificou | Não se classificou | Não se classificou | Não se classificou | Não se classificou | Não se classificou |
| 1998  | Primeira fase      | 27/32              | 3                  | 0                  | 1                  | 2                  | 2                  | 6                  |
| 2002  | Não se classificou | Não se classificou | Não se classificou | Não se classificou | Não se classificou | Não se classificou | Não se classificou | Não se classificou |
| 2006  | Não se classificou | Não se classificou | Não se classificou | Não se classificou | Não se classificou | Não se classificou | Não se classificou | Não se classificou |
| 2010  | Não se classificou | Não se classificou | Não se classificou | Não se classificou | Não se classificou | Não se classificou | Não se classificou | Não se classificou |
| 2014  | Não se classificou | Não se classificou | Não se classificou | Não se classificou | Não se classificou | Não se classificou | Não se classificou | Não se classificou |
| 2018  | Não se classificou | Não se classificou | Não se classificou | Não se classificou | Não se classificou | Não se classificou | Não se classificou | Não se classificou |
| 2022  | Não se classificou | Não se classificou | Não se classificou | Não se classificou | Não se classificou | Não se classificou | Não se classificou | Não se classificou |
| 2026  | A definir          | A definir          | A definir          | A definir          | A definir          | A definir          | A definir          | A definir          |
| Total | 8/21               | 0 títulos          | 23                 | 4                  | 7                  | 12                 | 25                 | 41                 |

### Eurocopas
| Ano   | Fase               | Posição            | J                  | V                  | E                  | D                  | GP                 | GC                 |
| ----- | ------------------ | ------------------ | ------------------ | ------------------ | ------------------ | ------------------ | ------------------ | ------------------ |
| 1960  | Não participou     | Não participou     | Não participou     | Não participou     | Não participou     | Não participou     | Não participou     | Não participou     |
| 1964  | Não participou     | Não participou     | Não participou     | Não participou     | Não participou     | Não participou     | Não participou     | Não participou     |
| 1968  | Não se classificou | Não se classificou | Não se classificou | Não se classificou | Não se classificou | Não se classificou | Não se classificou | Não se classificou |
| 1972  | Não se classificou | Não se classificou | Não se classificou | Não se classificou | Não se classificou | Não se classificou | Não se classificou | Não se classificou |
| 1976  | Não se classificou | Não se classificou | Não se classificou | Não se classificou | Não se classificou | Não se classificou | Não se classificou | Não se classificou |
| 1980  | Não se classificou | Não se classificou | Não se classificou | Não se classificou | Não se classificou | Não se classificou | Não se classificou | Não se classificou |
| 1984  | Não se classificou | Não se classificou | Não se classificou | Não se classificou | Não se classificou | Não se classificou | Não se classificou | Não se classificou |
| 1988  | Não se classificou | Não se classificou | Não se classificou | Não se classificou | Não se classificou | Não se classificou | Não se classificou | Não se classificou |
| 1992  | Primeira fase      | 5/8                | 3                  | 1                  | 0                  | 2                  | 3                  | 3                  |
| 1996  | Primeira fase      | 12/16              | 3                  | 1                  | 1                  | 1                  | 1                  | 2                  |
| 2000  | Não se classificou | Não se classificou | Não se classificou | Não se classificou | Não se classificou | Não se classificou | Não se classificou | Não se classificou |
| 2004  | Não se classificou | Não se classificou | Não se classificou | Não se classificou | Não se classificou | Não se classificou | Não se classificou | Não se classificou |
| 2008  | Não se classificou | Não se classificou | Não se classificou | Não se classificou | Não se classificou | Não se classificou | Não se classificou | Não se classificou |
| 2012  | Não se classificou | Não se classificou | Não se classificou | Não se classificou | Não se classificou | Não se classificou | Não se classificou | Não se classificou |
| 2016  | Não se classificou | Não se classificou | Não se classificou | Não se classificou | Não se classificou | Não se classificou | Não se classificou | Não se classificou |
| 2021  | Primeira fase      | 22/24              | 3                  | 0                  | 1                  | 2                  | 1                  | 5                  |
| 2024  | Primeira fase      | 24/24              | 3                  | 0                  | 1                  | 2                  | 2                  | 7                  |
| Total | 4/17               | 0 títulos          | 12                 | 2                  | 3                  | 7                  | 7                  | 17                 |

## Maiores goleadores
- Kenny Dalglish 30 gols | 120 jogos
- Denis Law 30 gols | 55 jogos
- Hughie Gallacher 24 gols | 20 jogos
- Lawrie Reilly 22 gols | 38 jogos
- Ally McCoist 19 gols | 61 jogos
- Robert Hamilton 15 gols | 11 jogos
- James McFadden 15 gols | 48 jogos
- Mo Johnston 14 gols | 38 jogos